# Como uma Onda (Zen-Surfismo)
Como uma Onda (Zen-Surfismo) é uma canção brasileira pop por Lulu Santos e gravando em 1983, escritor pelo próprio Lulu Santos e o jornalista e escrito Nelson Motta especialmente para a trilha sonora do filme Garota Dourada, dirigido por Antônio Calmon. Se tornou a quarta música mais tocada e a terceira mais regravada do Lulu Santos segundo o Escritório Central de Arrecadação e Distribuição (ECAD) e ainda cantada nos shows do cantor.

## Contexto
Segundo ao Nelson Motta, que considera a música como um bolero moderno, as letras foram inspirando em Jorge Luis Borges e o livro Zen in the Art of Archery, do filosofo alemão Eugen Herrigel, e reflexões da condição personal vivendo por Nelson Motta com a sua zen philosophy na epoca (quando o próprio Nelso Motta era dono de um nightclub notória, Noites Cariocas, colocado na montanha Pão de Açúcar).
Originalmente, a faixa "Adivinha o quê" seria considerando pela gravadora e o Lulu Santos como canção de trabalho do álbum, ater que faixa fosse censurada pela Divisão de Censura de Diversões Públicas (DCDP). E como mudança de ultima hora, Lulu Santos decidiu aposta na faixa "Como Uma Onda" como single principal do álbum, algo que não foi levado a sério pelos empresários da Warner Bros (que era a gravadora do Lulu Santos na epoca) e o próprio produtor do álbum Liminha, que pensava que a faixa era "muito Roberto Carlos", que fez ele mais acredita ainda mais o potencial da música e conveceu a gravadora a lança a música como um single.

## Videoclipe
A música teve um videoclipe que foi originalmente transmitindo no Dia dos Namorados no Fantástico.

## Recepção critica
A música foi colocando em duas listas das revistas Rolling Stone Brasil e Bravo! das 100 melhores músicas brasileiras e as 100 mais essencial respectivamente.

## Faixas
| 7"             |                                         |                          |         |  |
| N.º            | Título                                  | Compositor(es)           | Duração |  |
| 1.             | "Como Uma Onda (Zen-Surfismo)"          | Lulu Santos Nelson Motta | 3:38    |  |
| 2.             | "Tudo Com Você (Não Vá Para Nova York)" | Lulu Santos Fausto Nilo  | 2:59    |  |
| Duração total: | Duração total:                          | Duração total:           | 8:08    |  |

## Legado
A faixa foi colocado como abertura na novela homonima da Rede Globo. Um remix da música, que é uma parceira do Lulu Santos com Luísa Sonza, foi lançado no álbum Atemporal Remix (2024).